# Página/12
Página/12 es un diario argentino, editado en la ciudad de Buenos Aires desde el 26 de mayo de 1987. Fue fundado por Jorge Lanata, su primer director, y Ernesto Tiffenberg, en ese entonces subdirector. A partir de 1994 fue dirigido y presidido por Fernando Sokolowicz, quien fuera su principal accionista. Desde 2016 pertenece a la empresa de medios Grupo Octubre, administrado por la Fundación Octubre de Trabajadores de Edificios, fundación creada y presidida por Víctor Santa María, político, empresario, sindicalista y dirigente deportivo argentino, que se desempeña como secretario general del Sindicato Único de Trabajadores de Edificios de Renta y Horizontal (SUTERH), y es el presidente del Partido Justicialista porteño.
A mediados de 2022, según el Informe de Noticias Digitales de 2022 del Instituto Reuters de la Universidad de Oxford, su sitio web era el décimo diario digital más leído semanalmente en la Argentina.

## Historia

### Primeros años

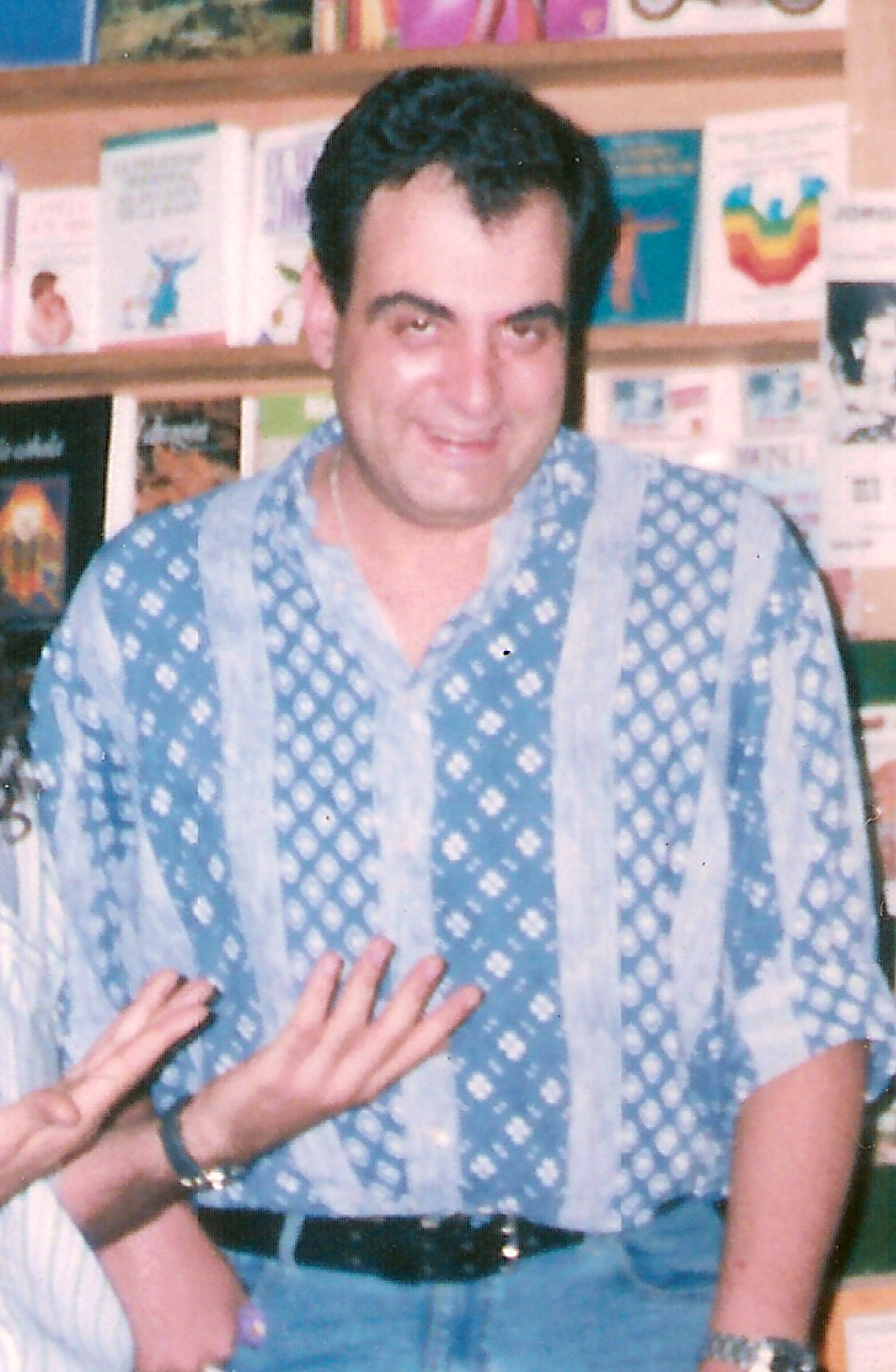
Jorge Lanata, fundador del periódico, en 1994

El diario iba a llamarse Reporter, pero ya estaba anotado en el Registro de la Propiedad de Marcas. Entonces, contaron la cantidad de páginas, lo que determinó el nuevo nombre.
Un hombre fundamental en su creación fue Alberto Elizalde Leal, quien consiguió la financiación y fue el primer gerente general del diario.
Con un diseño austero, una tirada diaria de 10 000 ejemplares y 16 páginas que crecerían al doble en pocas semanas, marcó desde el comienzo su diferencia con el resto de la prensa por su orientación progresista y sus extensas notas de análisis que llegaban a ocupar más de una página en promedio. Inspirado en el diario francés Libération, el estilo contrastaba con los diarios convencionales, en los que se privilegiaba la variedad de la información sobre su desarrollo. Otra de las características novedosas es señalada por Gustavo Aprea, quien manifiesta que "algunas de las innovaciones que introduce dentro de la prensa diaria aparecen como disruptivas. Sin embargo, a medida que pasa el tiempo, muchas de estas novedades son incorporadas por los medios con los que compite". Se refiere concretamente a sus titulares de estilo lúdico, que, en términos de Aprea,  muchas veces se basan en  "un alto grado de retorización en el que son comunes las citas, los juegos de palabras y una ironía que suele extenderse al texto de las notas". Este estilo que resultaba llamativo en 1986, en la década siguiente pasó a ser imitado por otros medios, incluso por diarios más populares y de mayor tirada, siendo el más claro ejemplo los titulares del diario deportivo Olé. El tiraje del diario incrementó a 75 000 en 1991.
La redacción incluía periodistas como Horacio Verbitsky, José María Pasquini Durán, Edgardo Da Mommio, María O'Donnell, Gabriela Cerruti, más los escritores Tomás Eloy Martínez, Miguel Bonasso, Osvaldo Soriano, Juan Sasturain, Juan Gelman, Eduardo Galeano, Osvaldo Bayer, Rodrigo Fresán, Alan Pauls, Juan Forn, Román Lejtman, Eduardo Berti, Ernesto Tenembaum, Homero Alsina Thevenet, José Pablo Feinmann, Salvador Benesdra, y Miguel Repiso (Rep) quien desde el número 1 ilustra la contratapa y secciones del diario.
Página/12 instauró un estilo que otros imitarían en cuanto a promoción de la lectura. Muchas de sus ediciones dominicales de la década de 1990 incluyeron un libro de regalo. De este modo, se hizo cargo de difundir un enorme acervo de literatura universal, al tiempo que hacía lo mismo con textos de autores como Haroldo Conti o el periodista Rodolfo Walsh, quienes, al igual que sus obras, habían resultado víctimas (censura y/o asesinatos incluidos) de la última dictadura cívico-militar.
En 1987 puso en apuros a la Corte Suprema denunciando a Augusto Belluscio, uno de sus miembros; manteniendo un juicio que llegó a la  Corte Interamericana de Derechos Humanos, también con sus investigaciones contribuyó a postergar los ascensos de varios militares en cuyos pasados figuraban delitos de lesa humanidad y una liberación por la Ley de Obediencia Debida. Desde los números iniciales de Página/12 investigó a los grupos económicos durante la dictadura. Osvaldo Soriano introdujo conceptos de la prensa francesa, como el buen nivel de escritura de Liberation, la eficacia de sus títulos coloquiales y su forma de inserción social, temas que había conocido al dedillo durante su exilio europeo

### Década de 1990
Durante el gobierno de Carlos Saúl Menem, el diario se mostró crítico con su programa de gobierno. El periodismo de investigación que desarrollaba denunció muchas situaciones de corrupción gubernamental como los titulados Swiftgate, el Narcogate, el Yomagate, el Milkgate, entre otros.
En 1994, ya con Tiffenberg como director, los problemas financieros derivaron en el despido de más de sesenta trabajadores.
En 1998, le seguiría otro éxodo, protagonizado por periodistas que se incorporaron a la revista Veintiuno que fundara Lanata.

### Década de 2000
En el año 2000, durante el gobierno de Fernando de la Rúa, el diario dio la primicia de la renuncia de Carlos "Chacho" Álvarez a la vicepresidencia de la Nación. Fue el primer diario en investigar la corrupción en la SIDE que era dirigida en ese momento por Fernando de Santibañes.[cita requerida]
Durante el período 2009-2015, Página/12 tuvo una línea editorial de abierto apoyo a los gobiernos de Néstor y Cristina Kirchner, y fue uno de los principales beneficiados en el reparto de la pauta publicitaria estatal, ocupando el quinto lugar entre los multimedios que más dinero recibieron. El gobierno Kirchner dejó de publicar las cifras completas de esta operación en 2009. En 2010, las cifras parciales publicadas revelaron que Página/12 había recibido 33,9 millones de pesos, o el 26,5% del total de estos anuncios. Los medios de Sergio Szpolski, también un firme partidario de los Kirchner, recibieron el 21% del total, y los dos juntos recibieron el 47,5% de toda la publicidad estatal. Por su parte, Clarín, el diario más vendido de la Argentina, sólo obtuvo 12,9 millones, o el 10% del total de publicidad. Cristina Kirchner pronunció un discurso durante el 25° aniversario de la fundación del periódico en 2012, elogiando la línea editorial, periodistas y autoridades (pero sin mencionar al fundador Jorge Lanata, que por ese momento había tomado un perfil abiertamente opositor a su gobierno. Dijo que "hay una verdadera batalla cultural. Seguiremos luchando en todos los campos, y Página 12 también. Sólo nos derrotarán cuando dejemos de luchar".
En 2007 La Casa América Cataluña, cuyo directorio comparten los gobiernos de España, Barcelona y Cataluña, otorgó a Página/12 su premio anual a la libertad de expresión por su “rigor y profesionalidad puestos al servicio de la justicia y los derechos humanos” a través de Joan Manuel Serrat quien expresó: ”Creo que estamos en esa situación que se produce a menudo en que los que participamos de un acto sabemos perfectamente todo lo que está ocurriendo, lo que es tan importante que nos llena de orgullo y forma parte de nuestra memoria, pero los de afuera se enteran poco. Seamos capaces de transmitir todo esto a los demás, trasmitir lo que es Página/12, lo que han sido todos los periodistas de Argentina, que han hecho posible Página/12 y han hecho posibles también otros periódicos y otras publicaciones, a veces con riesgo de su propia vida”.

### Década de 2010
En diciembre de 2015, en vísperas de la asunción de Mauricio Macri como presidente y de la suscripción del Acuerdo de París que fijó límites a las emisiones de gases de invernadero, el sitio del diario sufrió un ataque informático que bloqueó la edición digital durante cinco días. Por su magnitud y potencia constituye uno de los más grandes realizados en la Argentina. La Asociación de Entidades Periodísticas Argentinas (ADEPA), la fundación LED, el Foro de Periodismo Argentino (FOPEA) y la a Asociación de Editores de Diarios de la Ciudad de Buenos Aires (AEDBA) coincidieron en repudiar la agresión como un ataque a la libertad de expresión y la democracia, y exigir la intervención urgente de las autoridades para asegurar la libertad de prensa, el esclarecimiento de los hechos y la sanción de los culpables. El fiscal federal Horacio Azzolín, a cargo de la investigación por el hackeo determinó que al menos 3 mil direcciones de IP del ataque contra el portal del diario salieron desde Fibertel, la compañía proveedora de internet del Grupo Clarín que presta servicios a 3.200.000 clientes, según declara en su perfil de LinkedIn. Se trataba, en todos los casos, de direcciones IP dinámicas, esto es, asignadas por routers programados para tomar una nueva dirección IP del ISP cada vez que se reconectan a internet, por lo que resultó absolutamente imposible determinar si las 3.000 direcciones IP fueron usadas por un solo cliente de Fibertel o por varios. Tampoco fue posible determinar cuál o cuáles de los 3.200.000 clientes de Fibertel fueron responsables por el hackeo, razón por la cual la medida de prueba fue considerada inconducente y la investigación fue archivada sin llegar a ninguna imputación.
En mayo de 2016 se presentó la fusión del diario con el Grupo Octubre, que encabeza el sindicalista Víctor Santa María, quien era desde 2014 presidente del Partido Justicialista de la Ciudad Autónoma de Buenos Aires y desde diciembre de 2015 era uno de los representantes argentinos ante el Parlasur por el Frente para la Victoria.
En julio de 2017 la aerolínea estatal Aerolíneas Argentinas interrumpió la distribución de los ejemplares de Página 12 debido a una deuda que el diario tenía con la aerolínea. Página 12 denunció la interrupción argumentando que fue una violación del derecho a la libertad de expresión del diario, y se comunicó con la Asociación de Entidades Periodísticas Argentinas (ADEPA). ADEPA luego manifestó su preocupación por la interrupción de la distribución y envío de los ejemplares del diario.
En octubre de 2017 el diario publicó una nota sobre persecución por parte del gobierno contra el diario, el Grupo Octubre y voces disidentes del gobierno de Mauricio Macri en la distribución de la pauta oficial, según consta en las planillas del primer semestre de 2017 emitidas por la Jefatura de Gabinete, a la vez, mostrando un "abrumador" favoritismo hacia el grupo Clarín en el reparto de los fondos del Estado; agregaba que dicha discriminación se producía en todos los rubros; en la publicidad estatal en sitios web, la mayor cantidad iba a para Infobae, 12 millones de pesos, Clarín y La Nación, con ocho millones y siete millones de pesos respectivamente y prácticamente no pautó en la web de Página 12.
El 18 de enero de 2018 los expresidentes Rafael Correa (Ecuador), Andres Manuel López Obrador (México), Lula Da Silva y Dilma Rousseff (Brasil), Ernesto Samper (Colombia), Fernando Lugo (Paraguay) y José Manuel Zelaya Rosales (Honduras), junto a otros dirigentes políticos, sociales y culturales de América Latina y Europa firmaron una declaración en la que repudiaron la persecución contra el director del Grupo Octubre y editor de Página/12 Víctor Santa María, exigiendo pluralidad de voces y condenando cualquier forma de censura con las que se buscan silenciar las críticas a las políticas neoliberales que gobiernan en varios países de Latinoamérica, y repudiando enérgicamente cualquier denuncia que no sea avalada por la justicia como poder independiente y sin presiones de ninguna índole.

### Década de 2020
En febrero de 2023, el director general del periódico Hugo Soriani anunció que el diario sería patrocinador oficial de Nueva Chicago, incluyendo su logo en la camiseta de la institución de Mataderos.

## Línea editorial
Página 12 se ha asumido como un diario kirchnerista.
El propietario Víctor Santa María expresó que, si bien no es un defensor total de los Kirchner, el diario apoya la mayoría de sus políticas. A su vez, siempre se expresó en contra de las políticas de los presidentes Mauricio Macri y Javier Milei. Santa María considera que la independencia mediática y la objetividad periodística no existen.

## Tirada
El periódico no se encuentra auditado por el Instituto Verificador de Circulación (IVC), al igual que otros diarios como Ámbito Financiero o El Cronista, lo cual no permite conocer en detalle su tirada diaria. De acuerdo a datos de 1998 publicados por La Nación, el promedio diario de circulación sería de 16 000 ejemplares, ascendiendo a 25 000 durante los fines de semana. En 2012, el diario Clarín señaló también un número similar de ventas, aunque sin especificar segmentación alguna. En 2007, la revista InfoBrand indicó que el periódico había alcanzado la cifra de 51 000 lectores diarios, de lunes a domingo, durante 2005, citando un informe efectuado por la firma Argentina Mediamap.
Según datos de 2013, el portal digital del periódico ocupaba el puesto 55 entre las páginas más visitadas en Argentina. Durante octubre de 2017, Página/12 reportó un crecimiento en su sitio web del 111 % en usuarios únicos con respecto al mismo mes de 2017, llegando a 5.7 Millones de Usuarios Únicos según su propio Google Analytics.

## Controversias
En 1998, una nota de Juan José Panno motivó un repudio en la Legislatura de la provincia de Jujuy, en la cual todos los partidos —PJ, UCR, Movimiento Popular Jujeño y Moreci— criticaron la "nefasta ideología" del artículo, cuyo autor refirió: Ariel Ortega es cabecita negra, retacón, fulero y casi no sabe hablar [...] No hay nada que hacerle: son negros. Y si le dicen Burrito, por algo será", una fuente del diario estimó que «se trató de una ironía, sin afán de ofender al jugador» y en una entrevista al jugador, Panno escribió que «la nota formaba parte de una producción a doble página sobre los mejores jugadores del Mundial, titulada Cuando Talento empieza con O, en alusión a Owen, Okocha y Ortega. En un tono irónico, critiqué el racismo y la discriminación descargada sobre Ortega, a quien, injustamente, se lo responsabilizaba de la derrota» y agregó: «pido sinceras disculpas a quienes no entendieron el mensaje y que con buena leche lo cuestionan. Sería soberbio suponer que una ironía es buena cuando no todo el mundo la entiende. Pero mi intención fue la de decir justamente lo contrario de todo aquello de lo que se me acusa».
En octubre de 2004, el editor de la sección económica, Julio Nudler, protestó ante lo que consideró la censura de un artículo suyo contra el síndico General de la Nación, Claudio Moroni, el director del diario adujo que algunas afirmaciones de la nota “requerían mayores explicaciones antes de ser publicadas“. Horacio Verbitsky abogó por la publicación de la nota y salió en su doble página, junto a un artículo donde él argumentaba que lo escrito por Nudler estaba plagado de errores, y por lo tanto era entendible el rechazo del matutino.
En un reportaje en octubre de 2019, Verbitsky afirmó que fue censurado por Víctor Santa María porque tenía miedo de ir preso y que lo despidió del diario pagándole una indemnización porque era "a un periodista que publicaba información que no podía publicar, porque lo amenazaban con detenerlo".

## Propietarios
- 1987-2016: Fernando Sokolowicz
- 2016-presente: Grupo Octubre

## Sedes
En 1987, el diario comenzó a redactarse en el domicilio de la revista El Porteño, Tte. Gral. Juan Domingo Perón 1219.
Posteriormente tuvo otras sedes: Avenida Belgrano 671 y Solís 1525.
En 2018 después de dos años de la compra del periódico en manos del Grupo Octubre, se produce el traslado de la redacción y oficinas administrativas del diario que se encuentran en el Instituto Superior Octubre ubicado en Venezuela 356, barrio porteño de San Telmo.

## Secciones
En la actualidad tiene las secciones:
- El País
- Economía
- Sociedad
- Cultura Digital
- La Ventana
- El Mundo
- Espectáculos
- Psicología
- Deportes
- Universidad
- Plástica
- Contratapa

## Suplementos
| Día       | Nombre      | Temática                        | Incluye      |
| --------- | ----------- | ------------------------------- | ------------ |
| Domingo   | Radar       | Cultura                         | Radar Libros |
| Domingo   | Cash        | Economía                        |              |
| Lunes     | Libero      | Deportes                        |              |
| Miércoles | Rosario/12  | Regional                        |              |
| Jueves    | Universidad | Universitario                   |              |
| Viernes   | Soy         | Disidencias y Diversidad Sexual |              |
| Viernes   | Las12       | Géneros                         |              |

### Suplementos descontinuados
| Día     | Nombre       | Temática     | Razón                                         |
| ------- | ------------ | ------------ | --------------------------------------------- |
| Domingo | Primer Plano | Cultura      | Sustituido por Radar                          |
| Domingo | Turismo/12   | Turismo      | Fusión con la Guía de El Planeta Urbano       |
| Jueves  | NO           | Juventud     | Clara de Noche                                |
| Sábados | Sátira/12    | Humor        | Recorte presupuestario                        |
| Sábados | M2           | Arquitectura | Recorte Presupuestario                        |
| Sábados | Futuro       | Ciencia      | Fallecimiento de Leonardo Moledo, su director |

### Otros
- Rosario/12 (para la ciudad de Rosario, suplemento diario).